# ناحية تالين
ناحية تالين إحدى نواحي سوريا تتبع إداريّاً لمحافظة طرطوس منطقة بانياس ومركزها بلدة تالين، بلغ تعداد سكان الناحية 4,106 نسمة حسب التعداد السكاني لعام 2004.

## بلدات وقرى ناحية تالين
بلوزة، أسقبلة، كردية، الشيباني، تارين.